# Sphenopsis
A Sphenopsis a madarak osztályának verébalakúak (Passeriformes) rendjébe és a tangarafélék (Thraupidae) családjába tartozó nem. Korábban a Hemispingus nembe sorolták ezeket a fajokat is. Egyes szervezetek szerint jelenleg is ide tartoznak.

## Rendszerezésük
A nemet Philip Lutley Sclater angol ügyvéd és zoológus írta le 1862-ben, az alábbi fajok tartoznak ide:
- Sphenopsis piurae[1] vagy Hemispingus piurae[2]
- Sphenopsis frontalis[1] vagy Hemispingus frontalis[2]
- Sphenopsis melanotis[1] vagy Hemispingus melanotis[2]

## Előfordulásuk
Dél-Amerikában, az Andok területén honosak. Természetes élőhelyeik a szubtrópusi és trópusi hegyi esőerdők. Állandó, nem vonuló fajok.

## Megjelenésük
Testhosszuk 14 centiméter körüli.